# Птолемей IX
Птолемей IX Сотер II (на гръцки: Πτολεμαῖος Σωτήρ, Ptolemaios IX. Soter II), наречен с прякора Латир (на гръцки: Λάθυρος, „нахут“, „леблебия“) е фараон на Птолемейски Египет. Управлява през 116 – 110 г. пр.н.е. (първо управление), 109 – 107 г. пр.н.е. (второ управление) и през 88 – 81 г. пр.н.е. (трето управление).

## Произход и управление
Птолемей IX е по-големият син на Птолемей VIII Фискон и Клеопатра III. В завещанието си предишният фараон дава право на Клеопатра III да избере с кого от синовете си да царува. Тъй като е малолетен Птолемей IX управлява под опеката на майка си Клеопатра III, която го кара да се разведе със сестра си Клеопатра IV, за да се ожени за друга своя сестра, Клеопатра Селена I.
В резултат от появилите се разногласия между властващите майка и син, през 110 г. пр.н.е. Птолемей IX е свален и заменен на трона с по-младия си брат Птолемей X Александър I, подкрепен от майка му. Поради голямото недоволство сред народа в Александрия Клеопатра III скоро решава да върне първородния Птолемей IX отново на власт (второ царуване, 109 – 107 г. пр.н.е.), а по-младия Птолемей X Александър I се оттегля в Кипър.
През 107 г. пр.н.е. Птолемей X обаче все пак узурпира властта в Египет и прогонва Птолемей IX, след което управлява заедно с майка си до 101 г. пр.н.е., когато вероятно я убива. Установявайки се в Кипър, Птолемей IX продължава конфликта с брат си и майка си на територията на Сирия и Палестина, сключвайки съюз със северния клон на Селевкидската династия.
Възползайки се от непопулярността на Птолемей X в Александрия, Птолемей IX води гражданска война и сваля брат си от власт през 88 г. пр.н.е., възкачвайки се за трети път на трона. През третото си царуване потушава въстанието на местните египтяни в Горен Египет и отказва да подпомага римляните при кампаниите им в Мала Азия. Той властва до 81 г. пр.н.е., когато умира и е наследен от дъщеря си Береника III.
Източниците описват Птолемей IX като мек и неамбициозен по характер, но способен на големи жестокости.